# Бібліотека на Русанівці
Бібліотека на Русанівці — публічна бібліотека у Дніпровському районі міста Києва.

## Опис
Площа приміщення бібліотеки — 614,2 м², бібліотечний фонд  ~ 46,0 тис. примірників. Щорічно обслуговує ~ 4325 тис. користувачів, кількість відвідувань за рік ~ 27250 тис., книговидач ~ 78800 тис. примірників.

## Історія
Бібліотека почала працювати ще до німецько-радянської війни на Микільській Слобідці.
У 1950 році відродила свою діяльність. Справжнього розвитку досягла у середині 60-х років на Русанівці, коли переїхала в нове приміщення.
1975 року увійшла до складу Централізованої бібліотечної системи Дарницького району м. Києва, а у 1989 році набула статусу Центральної бібліотеки. Понад 10 років була методичним центром для бібліотек району.
У 2001 році у зв'язку з адміністративно-територіальною реформою столиці ввійшла до складу ЦБС Дніпровського району.
18 січня 2024 р. в межах кампанії з декомунізації, яка розпочалася після російського повномасштабного вторгнення в Україну, бібліотека отримала сучасну назву. До того вона носила ім'я російського радянського письменника Володимира Маяковського.

## Структура
Відділ обслуговування до складу якого входить абонемент та читальний зал.
Абонемент та читальний зал: до послуг користувачів художня література, художньо-публіцистична, література різних галузей знань, періодичні видання різної тематики.
У бібліотеці є дитячий куточок для маленьких читачів, де можна провести чудово час разом з батьками, пограти в настільні ігри, проявити свій талант у малюванні, підібрати та почитати різноманітну дитячу літературу та періодику.
Відділ бібліографічно-інформаційного обслуговування до складу якого входить Інтернет-центр.
З 2008 року в бібліотеці працює безкоштовний Інтернет для користувачів та зона WI-FI доступу у читальній залі, що дає можливість гнучкої організації робочого простору. Де відвідувачі мають можливість спілкуватися, обмінюватися ідеями та допомагати один одному.
Відділ надає консультації з пошуку інформації у глобальній мережі Інтернет та консультаційну допомогу у підборі літератури для написання рефератів, курсових та дипломних робіт.
При бібліотеці діє шаховий гурток «Клуб 4-х коней» та «Бібліотечномий кінозал»: безкоштовний перегляд та обговорення українських та зарубіжних фестивальних фільмів за сприяння кінокомпанії Артхаус Трафік.
Бібліотека співпрацює з депутатським корпусом мікрорайону, громадськими організаціями та Педагогічним інститутом Київського університету імені Бориса Грінченка.
У бібліотеці представлені матеріали з питань краєзнавства та краєзнавчої бібліографії.